# 하루살이 인생
"하루살이 인생"은 한국에서 제작된 권혁진 감독의 1966년 영화이다. 김승호 등이 주연으로 출연하였고 박의순 등이 제작에 참여하였다.

## 출연

### 주연
- 김승호
- 강신성일
- 최난경
- 강문

## 기타
- 조명: 이현우
- 미술: 홍명기